# 上土棚中
上土棚中（かみつちだななか）は、神奈川県綾瀬市の地名。現行行政地名は上土棚中1丁目から7丁目。当地域の面積は0.76km2。

## 地理
東側で藤沢市長後と南側で藤沢市下土棚と接している。

### 河川
- 引地川
- 蓼川

## 歴史
- 1995年（平成7年）2月13日 - 上土棚中部の一部で住居表示実施、上土棚中5丁目 - 7丁目成立[5]。
- 1996年（平成8年）11月25日 - 上土棚中1丁目 - 4丁目成立[5]。

## 世帯数と人口
2022年（令和4年）3月1日現在（綾瀬市発表）の世帯数と人口は以下の通りである。
| 丁目           | 世帯数 | 人口    |
| -------------- | ------ | ------- |
| 上土棚中一丁目 |        | 559人   |
| 上土棚中二丁目 |        | 974人   |
| 上土棚中三丁目 |        | 447人   |
| 上土棚中四丁目 |        | 758人   |
| 上土棚中五丁目 |        | 510人   |
| 上土棚中六丁目 |        | 613人   |
| 上土棚中七丁目 |        | 657人   |
| 計             |        | 4,518人 |

### 人口の変遷
国勢調査による人口の推移。
| 年                 | 人口  |
| ------------------ | ----- |
| 1995年（平成7年）  | 2,320 |
| 2000年（平成12年） | 4,925 |
| 2005年（平成17年） | 4,837 |
| 2010年（平成22年） | 4,813 |
| 2015年（平成27年） | 5,071 |
| 2020年（令和2年）  | 4,717 |

### 世帯数の変遷
国勢調査による世帯数の推移。
| 年                 | 世帯数 |
| ------------------ | ------ |
| 1995年（平成7年）  | 737    |
| 2000年（平成12年） | 1,678  |
| 2005年（平成17年） | 1,700  |
| 2010年（平成22年） | 1,770  |
| 2015年（平成27年） | 1,981  |
| 2020年（令和2年）  | 1,891  |

## 小・中学校の学区
市立小・中学校に通う場合、学区は以下の通りとなる（2020年8月時点）。
| 丁目          | 番地 | 小学校             | 中学校             |
| ------------- | ---- | ------------------ | ------------------ |
| 上土棚中1丁目 | 全域 | 綾瀬市立綾南小学校 | 綾瀬市立綾瀬中学校 |
| 上土棚中2丁目 | 全域 | 綾瀬市立綾南小学校 | 綾瀬市立綾瀬中学校 |
| 上土棚中3丁目 | 全域 | 綾瀬市立綾南小学校 | 綾瀬市立綾瀬中学校 |
| 上土棚中4丁目 | 全域 | 綾瀬市立綾南小学校 | 綾瀬市立綾瀬中学校 |
| 上土棚中5丁目 | 全域 | 綾瀬市立綾南小学校 | 綾瀬市立綾瀬中学校 |
| 上土棚中6丁目 | 全域 | 綾瀬市立綾南小学校 | 綾瀬市立綾瀬中学校 |
| 上土棚中7丁目 | 全域 | 綾瀬市立綾南小学校 | 綾瀬市立綾瀬中学校 |

## 事業所
2021年（令和3年）現在の経済センサス調査による事業所数と従業員数は以下の通りである。
| 丁目           | 事業所数  | 従業員数 |
| -------------- | --------- | -------- |
| 上土棚中一丁目 | 37事業所  | 349人    |
| 上土棚中二丁目 | 46事業所  | 265人    |
| 上土棚中三丁目 | 54事業所  | 665人    |
| 上土棚中四丁目 | 43事業所  | 646人    |
| 上土棚中五丁目 | 10事業所  | 48人     |
| 上土棚中六丁目 | 10事業所  | 152人    |
| 上土棚中七丁目 | 2事業所   | 4人      |
| 計             | 202事業所 | 2,129人  |

### 事業者数の変遷
経済センサスによる事業所数の推移。
| 年                 | 事業者数 |
| ------------------ | -------- |
| 2016年（平成28年） | 210      |
| 2021年（令和3年）  | 202      |

### 従業員数の変遷
経済センサスによる従業員数の推移。
| 年                 | 従業員数 |
| ------------------ | -------- |
| 2016年（平成28年） | 1,878    |
| 2021年（令和3年）  | 2,129    |

## 交通
地内を通る鉄道路線はない。最寄りの駅は藤沢市にある小田急電鉄江ノ島線長後駅となる。

### バス
- 神奈川中央交通
  - 長43系統 長後駅西口・長坂上行き
- 綾瀬市コミュニティバス
全系統が綾瀬市役所発着。
  - 3号車 上土棚団地前循環 綾瀬市役所行き
  - 4号車 長後駅西口行き

※綾瀬市コミュニティバスは1日の本数が少ない。

## 施設
- 綾瀬市立綾南小学校
- 文伸学園綾南幼稚園
- 綾瀬市立綾南地区センター
- 鈴保養鶏園
- 笹山緑地
- 綾南公園 - 敷地の一部のみ[15]
- 綾瀬乗馬クラブ

## その他

### 日本郵便
- 郵便番号 : 252-1113[3]（集配局 : 綾瀬郵便局[16]）。